# Challenger del Biobío 2022
El torneo Challenger del Biobío 2022 fue un torneo de tenis perteneció al ATP Challenger Tour 2022 en la categoría Challenger 80. Se trató de la 1.ª edición, el torneo tuvo lugar en la ciudad de Concepción (Chile), desde el 14 hasta el 20 de marzo de 2022 sobre pista de tierra batida al aire libre.

## Jugadores participantes del cuadro de individuales
| Favorito | País                       | Jugador                 | Rank1 | Posición en el torneo |
| -------- | -------------------------- | ----------------------- | ----- | --------------------- |
| 1        | Bandera de Bolivia         | Hugo Dellien            | 101   | FINAL                 |
| 2        | Bandera de Perú            | Juan Pablo Varillas     | 117   | Cuartos de final      |
| 3        | Bandera de Argentina       | Tomás Martín Etcheverry | 123   | CAMPEÓN               |
| 4        | Bandera de Chile           | Nicolás Jarry           | 142   | Segunda ronda         |
| 5        | Bandera de Chile           | Tomás Barrios           | 145   | Semifinales           |
| 6        | Bandera de República Checa | Vít Kopřiva             | 165   | Primera ronda         |
| 7        | Bandera de Argentina       | Camilo Ugo Carabelli    | 175   | Cuartos de final      |
| 8        | Bandera de Argentina       | Facundo Mena            | 183   | Segunda ronda         |

- 1 Se ha tomado en cuenta el ranking del 7 de marzo de 2022.

### Otros participantes
Los siguientes jugadores recibieron una invitación (wild card), por lo tanto ingresan directamente al cuadro principal (WC):
- Gonzalo Bueno
- Diego Fernández Flores
- Daniel Antonio Núñez

Los siguientes jugadores ingresan al cuadro principal tras disputar el cuadro clasificatorio (Q):
- Hernán Casanova
- Corentin Denolly
- Daniel Dutra da Silva
- Facundo Juárez
- Juan Bautista Torres
- Gonzalo Villanueva

## Campeones

### Individual Masculino
- Tomás Martín Etcheverry derrotó en la final a  Hugo Dellien, 6–3, 6–2

### Dobles Masculino
- Andrea Collarini /  Renzo Olivo derrotaron en la final a  Diego Hidalgo /  Cristian Rodríguez, 6–4, 6–4